# Campa Torres

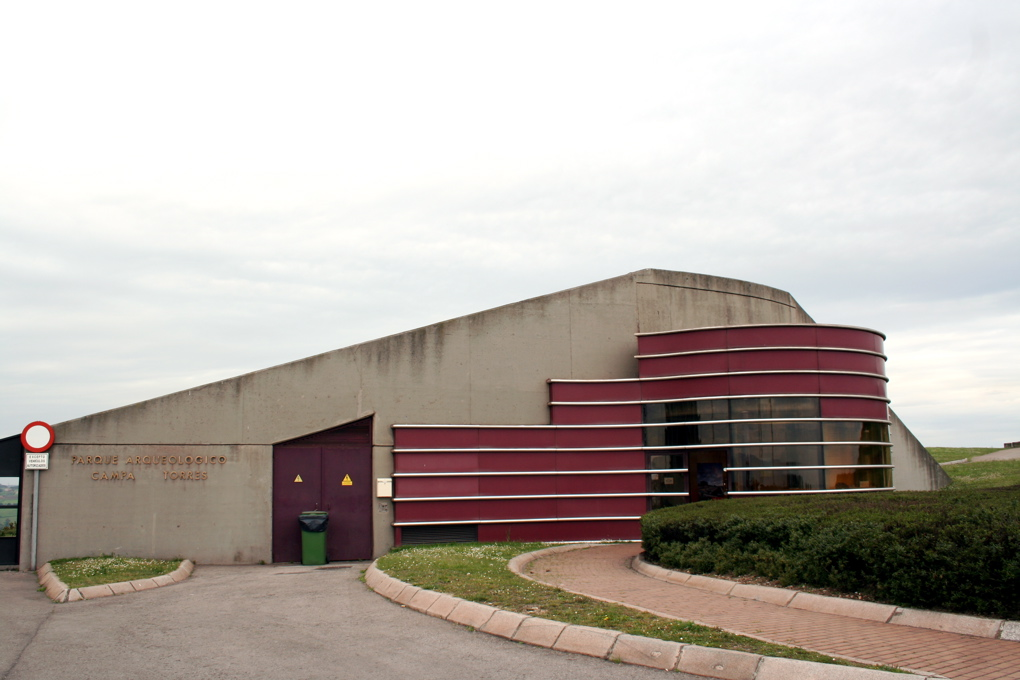
Edificio de recepción a la Campa Torres

La Campa Torres es una extensión de terreno que se encuentra en el cabo de Torres, península que se recuesta sobre el mar Cantábrico, al norte de España. Domina el puerto de El Musel y se ubica en Jove, en el distrito oeste del municipio de Gijón (Asturias), a unos siete kilómetros de distancia del centro de la ciudad. 
Se trata de un enclave que desde tiempos antiguos fue habitado por diferentes tribus así como por los romanos como atestiguan los restos y yacimientos arqueológicos que jalonan la zona del cabo de Torres así como el cercano monte Areo. Por todo esto podemos destacar los siguientes yacimientos arqueológicos como son las instalaciones del Parque Arqueológico-Natural de la Campa Torres y contemplar los restos del yacimiento arqueológico del oppidum Noega, un primitivo castro donde vivían los cilúrnigos.
Desde otro punto de vista el cabo Torres que conforma la campa posee una riqueza biológica y geológica de gran importancia, con la existencia de un sustrato vegetal característico.
La fauna del cabo no desmerece a la vegetación siendo un enclave de alta importancia para la observación de aves marinas.

## Parque arqueológico-natural de la Campa Torres

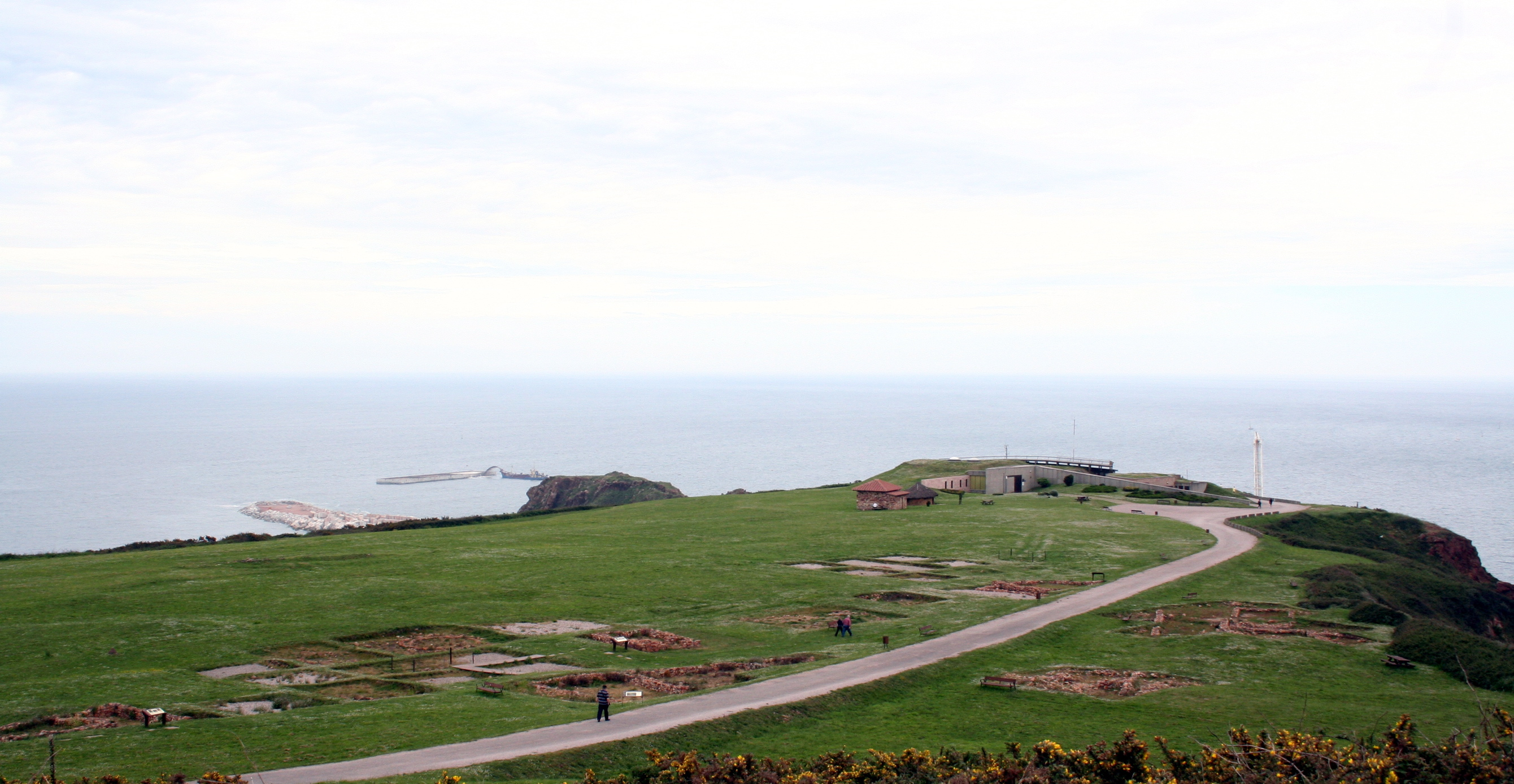
Vista general de la Campa Torres

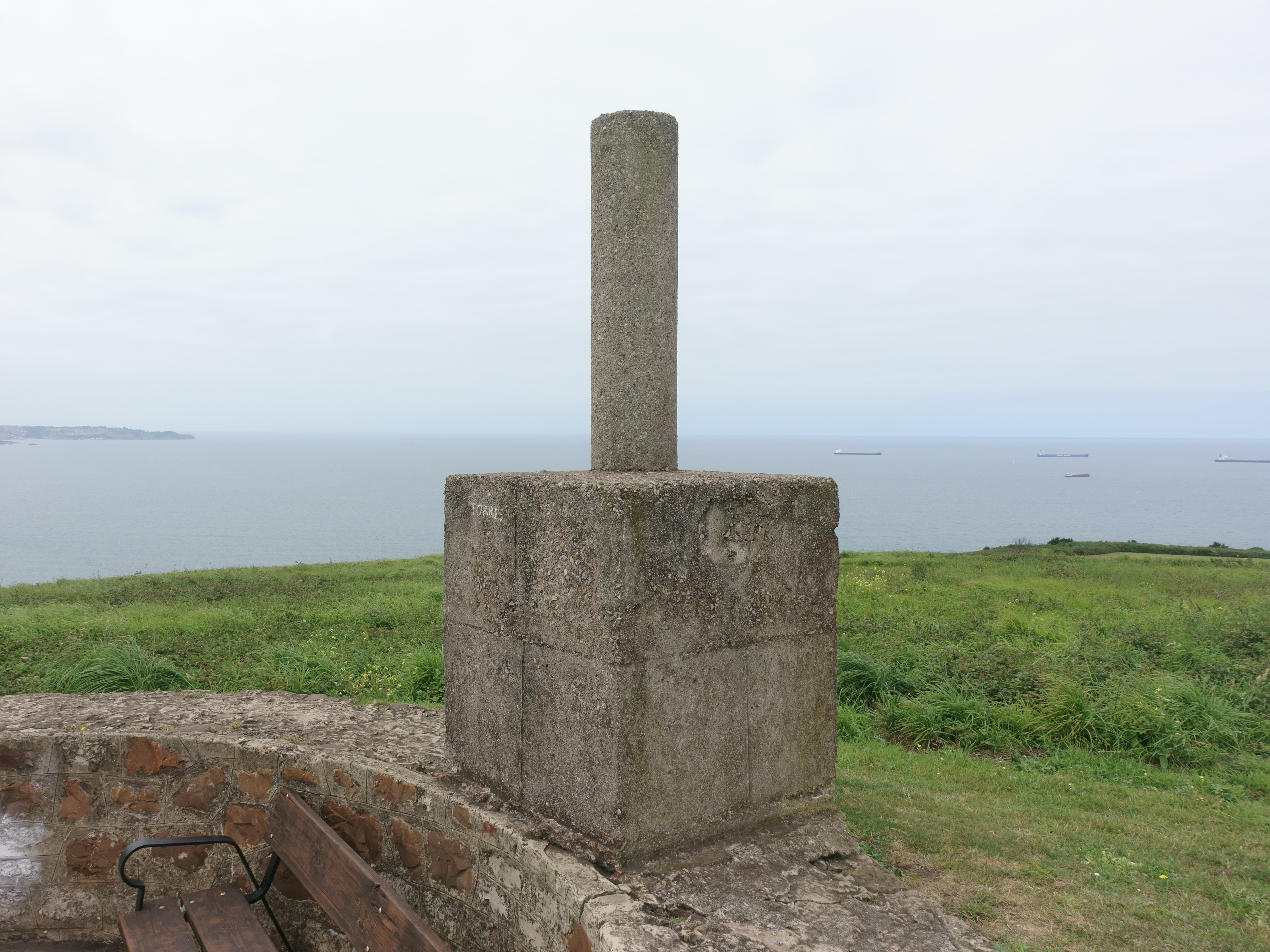
Vértice geodésico Torres, a una altitud de 123 metros

Los primeros estudios en el parque datan de finales del siglo XVIII, cuando en 1783 el arquitecto Manuel Reguera González, instado por Jovellanos, excavando los restos de dos construcciones que él consideró pertenecientes a las construcciones de las Aras Sestianas. 
En 1972, José Manuel González, profesor de Prehistoria de la Universidad de Oviedo, lo cataloga como el castro Noega, conocido por diferentes textos antiguos. Seis años más tarde, en, 1978, José Luis Maya y Juana Bellón realizan la primera campaña de excavación científica, en esta campaña se halló un edificio romano y restos de arqueológicos más antiguos. En 1980 es declarado como Bien de Interés Cultural y en 1982 comienzan las excavaciones periódicas de la Campa de Torres, bajo la dirección de José Luis Maya González y Francisco Cuesta Toribio y dentro del Proyecto Gijón.
En 1985 a José Luis Maya González y Francisco Cuesta se les encarga, por parte del Ministerio de Cultura, la redacción de un anteproyecto y proyecto para la creación de uno de los primeros parques arqueológicos de España en el yacimiento gijonés.
El parque se inauguró por el Ministerio de Cultura en 1989 siendo parte del plan de parques arqueológicos que comienza a elaborar el ministerio ese año como forma de divulgación y estudio de diferentes yacimientos arqueológicos en España. En esta línea el ministerio se inclina no sólo a la muestra de las diferentes piezas que se encuentran en él, sino que amplía la concepción de la palabra museo a la zona que ocupa el yacimiento.

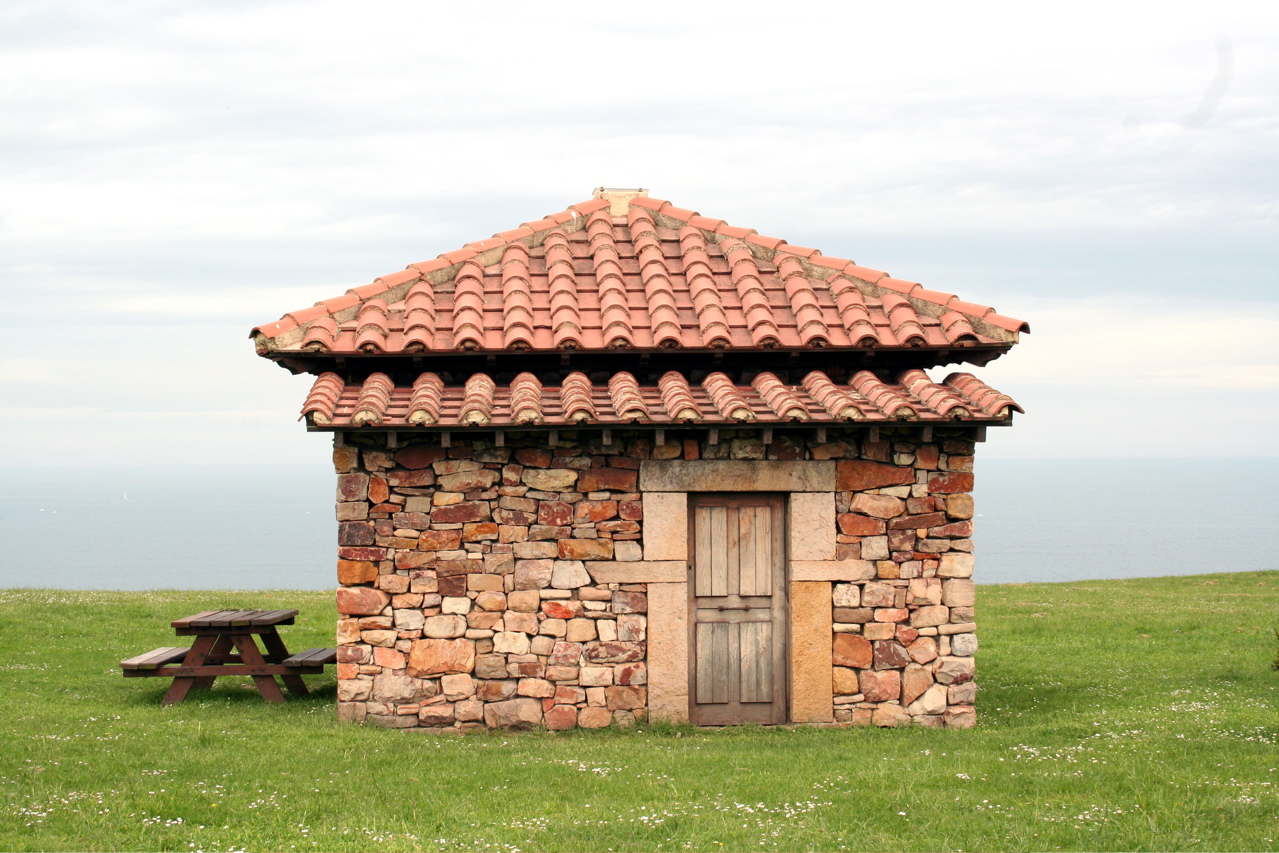
Reproducción de la casa romana que se asentaba en el poblado de la Campa Torres

Así por este motivo el parque se centra no sólo en la muestra de las piezas arqueológicas halladas en la zona en diferentes excavaciones que todavía hoy perduran sino que la colección se muestra dentro de un marco contextual con la época y la zona. Por ello aparte de realizar la labor típica de protección de las piezas realiza una divulgación del yacimiento con lo que el parque queda plenamente integrado en el territorio en el que se aloja.
El parque descubre la prehistoria asturiana centrándose en los inicios de los asentamientos desde las tribus astures prerromanas hasta las época romana que dieron origen a la ciudad de Gijón tal como la conocemos hoy en día. Esto es posible gracias a las excavaciones que han dejado a la vista las ruinas de un poblado prerromano posteriormente romanizado. 

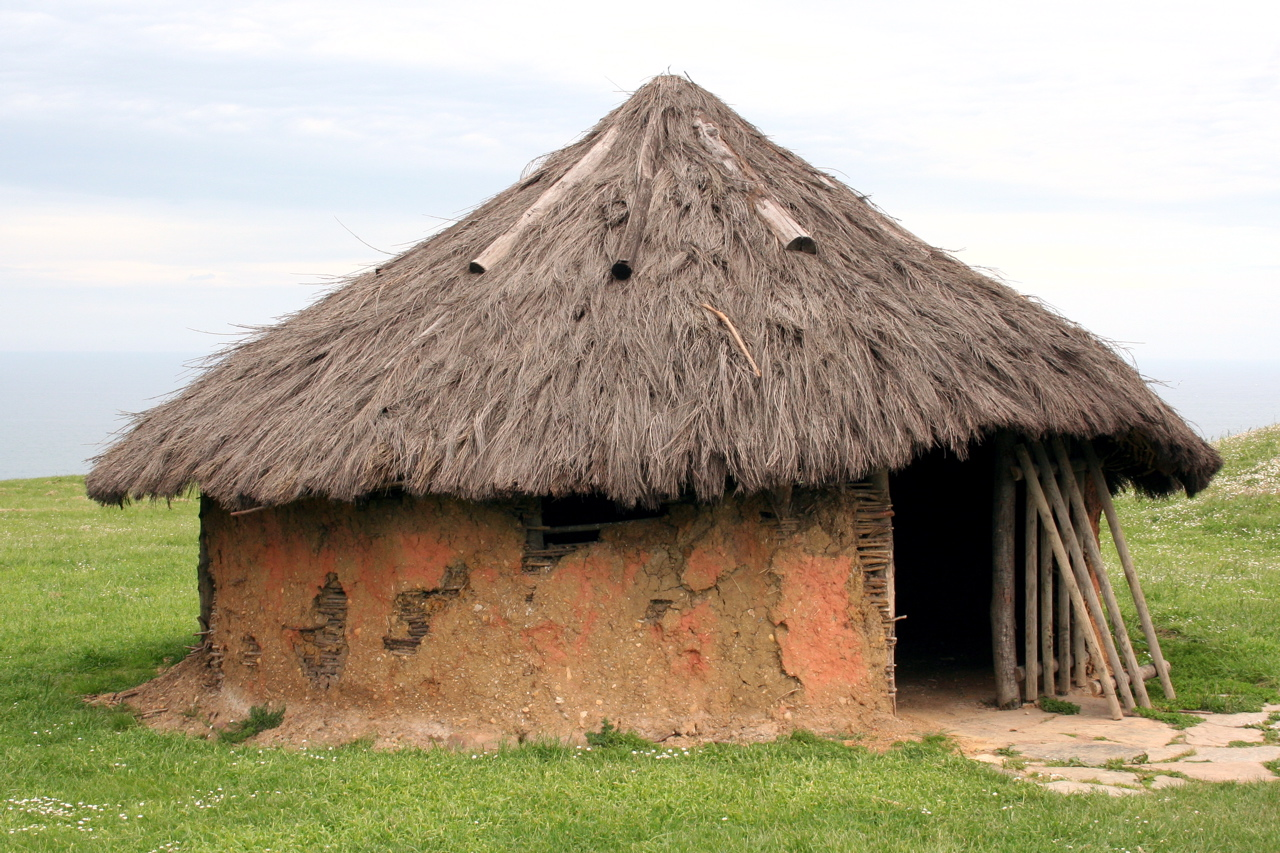
Reproducción de una casa del poblado prerromano de la Campa Torres

Los cincuenta mil m² que conforman el parque se encuentran divididos en varias zonas diferenciadas:
- Recepción y museo (abajo)
- Faro romano
- Itinerario arqueológico (abajo)
- Castro (abajo)
- Miradores de aves
- Miradores

### Recepción y museo

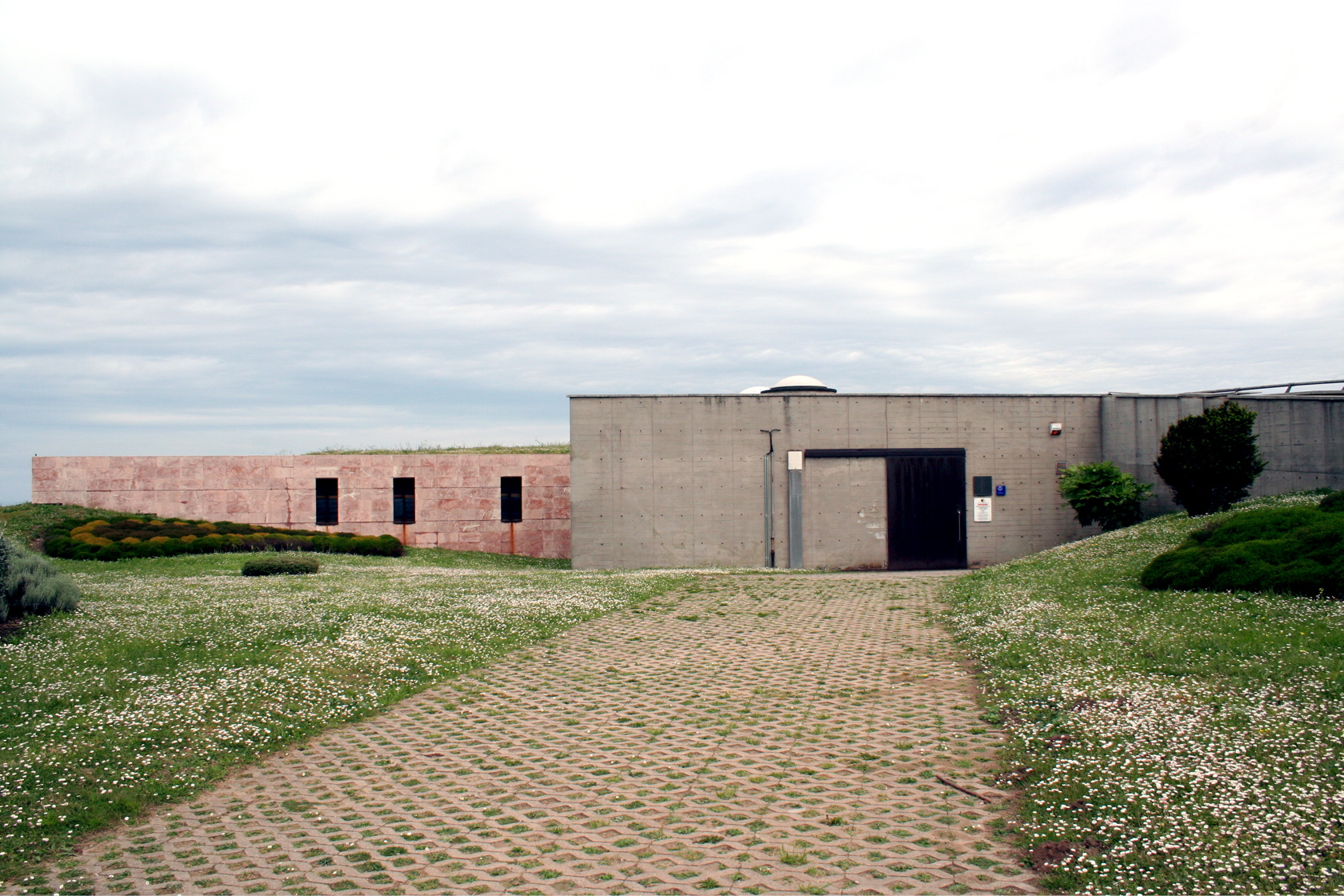
Edificio del museo de la Campa Torres

El museo ocupa un antiguo búnker de la guerra civil española para la defensa del Musel. En este edificio existe una sala de audiovisuales, servicios, espacios de trabajo, biblioteca y área de recreo.
El museo está compuesto por diferentes reproducciones, maquetas y audiovisuales.

### Itinerario arqueológico
Está formado por trece puntos de observación en los que paso a paso se van enseñando e informando sobre los diferentes aspectos del poblado. Durante todo el recorrido la senda está jalonada por diferentes viviendas prerromanas de planta circular (siglo V a. C.), elípticas y viviendas romanas estas ya con planta rectangular (siglos I al III).
Otros puntos de interés son la muralla defensiva, pozos artesanos.
En este recorrido también vienen marcados datos de las zonas vegetales y su evolución en paralelo con las civilizaciones que poblaron la campa.
Los puntos de información que marcan este recorrido nos ofrecen también datos sobre las especies vegetales y su evolución histórica hasta configurar el paisaje actual.
El Parque Arqueológico-Natural de la Campa Torres es el centro neurálgico que organiza y coordina toda la actividad arqueológica del concejo de Gijón, sede del centro de documentación arqueológica del municipio y de la Biblioteca Manuel Fernández-Miranda.